# Energía eólica en Dakota del Norte

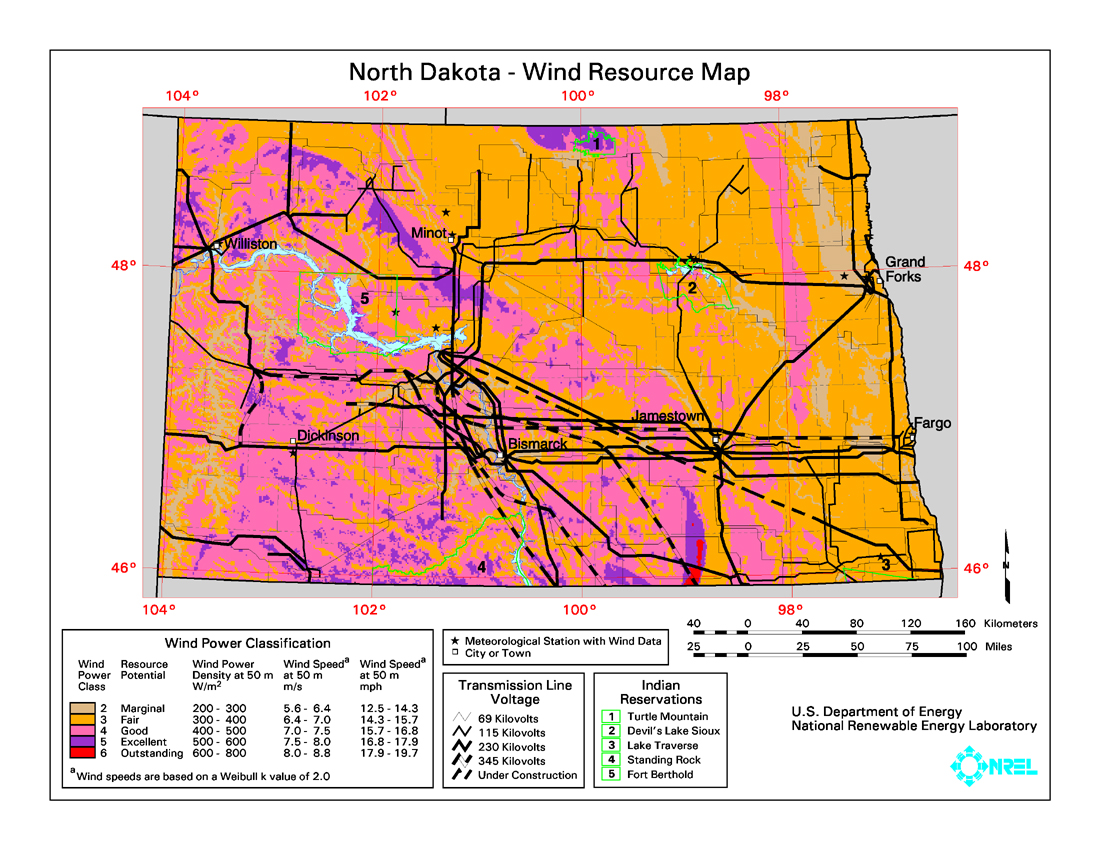
Mapa de recursos eólicos de Dakota del Norte

Dakota del Norte es un estado estadounidense líder en generación de energía eólica . Los datos de 2017 indican que el estado genera el 26.8% de su electricidad a partir del viento, suficiente para abastecer a más de un millón de hogares.
A finales de 2017, se habían instalado 2996 megavatios (MW) de capacidad de generación para energía eólica en Dakota del Norte . La capacidad adicional había estado limitada por las restricciones de la línea de transmisión hasta la finalización de una línea de transmisión desde Fargo hasta el centro de Minnesota en 2015. Otros parques eólicos se planean una vez más para el estado.
Las condiciones de viento muy favorables en el estado permiten a los parques eólicos alcanzar factores de capacidad superiores al 40 por ciento. Se espera que el parque eólico Thunder Spirit, completado en 2015, tenga un factor de capacidad superior al 45 por ciento.

Dakota del Norte lidera la generación per cápita del viento.

La siguiente es una lista parcial de los parques eólicos de Dakota del Norte. 
| Nombre                                  | Medida (MW) | Ubicación                           |
| --------------------------------------- | ----------- | ----------------------------------- |
| Ashtabula Granja de viento              | 196         | 46°39′N 98°0′O / 46.650, -98.000    |
| Baldwin Granja de viento                | 102         | 47°03′N 100°30′O / 47.050, -100.500 |
| Centro de Energía de Viento de bisonte  | 497         | 47°10′N 101°17′O / 47.167, -101.283 |
| Granja de Viento del Brady (i & ii)     | 299         | 46°42′N 102°46′O / 46.700, -102.767 |
| Courtenay Granja de viento              | 200         | 46°54′N 98°47′O / 46.900, -98.783   |
| Langdon Centro de Energía del viento    | 159         | 46°6′N 98°31′O / 46.100, -98.517    |
| Lindahl Granja de viento                | 150         | 48°24′N 102°56′O / 48.400, -102.933 |
| Luverne Granja de viento                | 169.5       | 47°25′N 98°6′O / 47.417, -98.100    |
| Viento de Frontera nueva                | 99          | 48°4′N 100°48′O / 48.067, -100.800  |
| Centro de Energía de Viento de Oliver   | 98.6        | 47°09′N 101°20′O / 47.150, -101.333 |
| Prairie Granja de Viento de los vientos | 122.6       | 48°14′N 101°17′O / 48.233, -101.283 |
| Granja de Viento del rugbi              | 149.1       | 48°22′N 100°00′O / 48.367, -100.000 |
| Granja de Viento del girasol            | 109         | 46°50′N 102°04′O / 46.833, -102.067 |
| Tatanka Granja de viento                | 91.5*       | 45°56′N 98°58′O / 45.933, -98.967   |
| Espíritu de trueno                      | 105         | 46°19′N 102°31′O / 46.317, -102.517 |